# مغبب غربي

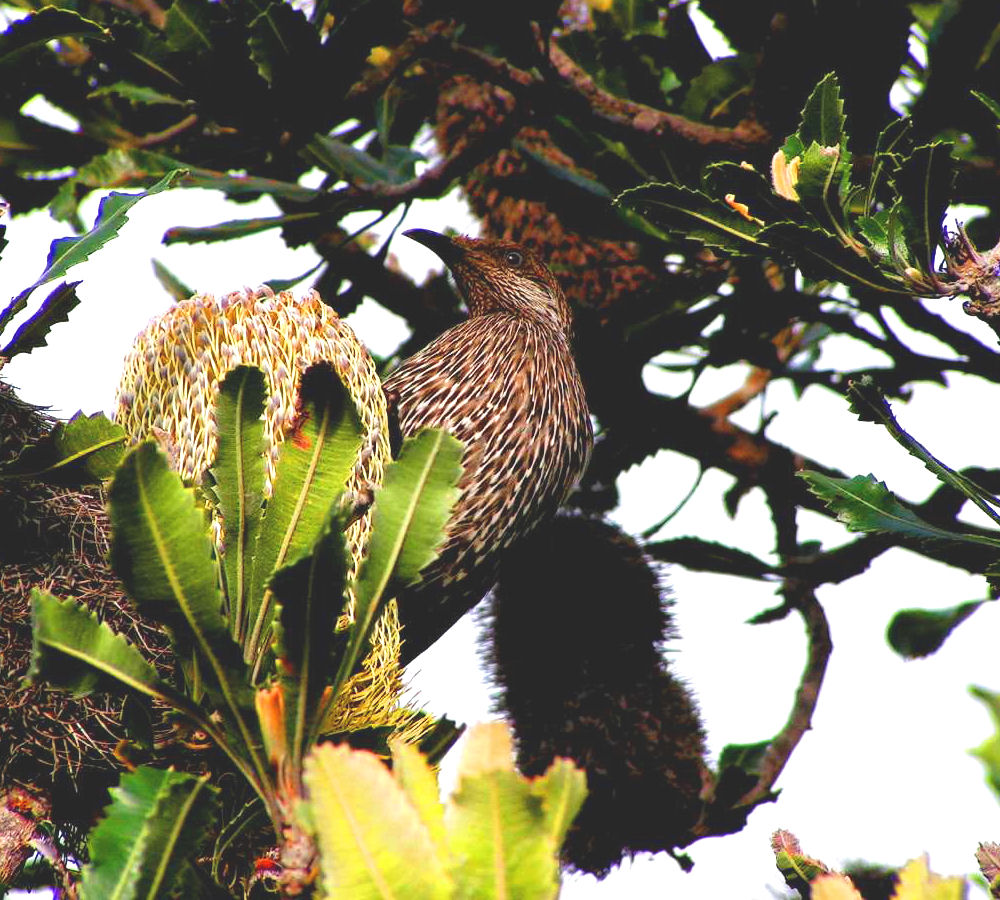
On a flowering بانكسيا sp.

مغبب غربي (الاسم العلمي: Anthochaera lunulata) (بالإنجليزية: Western Wattlebird)‏ هو نوع من الطيور يتبع جنس المغبب من فصيلة آكلات العسل.